# Медичи, Лаудомия
Лаудо́мия Ме́дичи (итал. Laudomia de’ Medici), она же Лаудо́мия, дочь Пьерфранче́ско Ме́дичи (итал. Laudomia di Pierfrancesco de’ Medici; 1518, Флоренция, Флорентийская республика — 1583, вероятно Париж, Королевство Франция) — аристократка из рода Медичи, дочь банкира Пьерфранческо Медичи-младшего. Сестра писателя Лоренцино Медичи. Супруга Пьетро Строцци, маршала Франции; в замужестве — мадам д’Эперне.

## Биография
Лаудомия Медичи родилась во Флоренции в 1518 году в семье банкира Пьерфранческо Медичи-младшего и Марии Содерини. Она была названа в честь прабабки — Лаудомии Аччайоли, жены Пьерфранческо Медичи-старшего. Кроме неё, в семье это имя носила тётка, Лаудомия Медичи, бывшая замужем за Франческо Сальвиати. По отцовской линии приходилась внучкой банкиру и дипломату Лоренцо Пополано и Семирамиде Аппиано. По материнской линии была внучкой Томмазо Содерини и Фьямметты Строцци. Лаудомия была старшим ребёнком в семье. Её младшими братьями были епископ Джулиано и писатель и политик Лоренцино, убийца герцога Алессандро Медичи. Вместе с младшей сестрой Маддаленой, бывшей замужем за Роберто Строцци, она считалась одной из самых красивых женщин своего времени. В некоторых источниках Лаудомию называют той женщиной, красота которой помогла Лоренцино заманить флорентийского герцога в смертельную ловушку. В других говорится, что роковой красавицей была её тётка Екатерина Содерини, бывшая замужем за Леонардо Джинори.
Пьерфранческо Младший доверил воспитание дочерей монахиням-кармелиткам в монастыре Святой Марии Ангелов во Флоренции. В 1537 году, после совершенного их братом убийства флорентийского герцога, им пришлось покинуть монастырь и вместе с семьёй переехать сначала к родственнику Филиппо Строцци в Болонью, а после в Венецию.
В некоторых источниках говорится о том, что Лаудомия была замужем первым браком за политиком и дипломатом Алеманно, сыном Аверардо Сальвиати. Датой заключения этого брака указан 1532 год, датой вдовства 1534 год. В других источниках брак с Алеманно приписывается её младшей сестре. Но оба эти утверждения не могут быть приняты, потому что, во-первых, супругой Алеманно, сына Аверардо Сальвиати была Лукреция Каппони, во-вторых (и это главное) он умер в 1509 или 1510 году. Следовательно, для обеих сестёр их браки с братьями Строцци были первыми.
Лаудомия вышла замуж за кондотьера Пьетро Строцци в 1539 году. В браке у неё родились два ребёнка: сын Филиппо (1541—1582), месье д’Эперне, генерал армии французского королевства, и дочь Клариче (умерла в 1567), бывшая замужем за Оноре де Савуа, графом Танда и великим сенешалем Прованса, «графиня Тандская» из новеллы мадам де Лафайет.
В Венеции, куда Лаудомия переехала с мужем в 1541 году, она жила в доме в Каннареджо. Пьетро Строцци, воевавший на стороне Франции в Итальянских войнах и получивший от короля Генриха II звание маршала, редко бывал дома. Все финансовые и хозяйственные дела в семье находились под контролем Лаудомии. Так, она помогла мужу в деле с драгоценностями Рене Французской, которые герцогиня доверила Пьетро Строцци в Ферраре с просьбой раздобыть ей денег. Маршал переслал драгоценности жене в Венецию, и та смогла заложить их за шесть тысяч скудо. В феврале 1544 года король Франции даровал её мужу феод Бельвиль, а в 1554 году — феод Эперне. Пьетро Строцци также владел феодом Брессюир в Пуату. Вместе с мужем в том же 1544 году Лаудомия посетила папский двор в Риме и герцогский двор в Ферраре. В 1557 году, вместе с семьёй, она переехала во Францию. В Париже Лаудомия находилась при дворе королевы Екатерины, приходившейся ей с супругом кузиной. Она овдовела в июне 1558 года. О её жизни после вдовства известно лишь то, что она оставалась при дворе своей кузины-королевы. Лаудомия Медичи умерла в 1583 году (в некоторых источниках дата её смерти указана, как «после 1558»).

## В культуре
Некоторые искусствоведы идентифицируют с Лаудомией «Портрет дамы с мехом» кисти Бронзино, датируемый ими серединой XVI века. Однако, по мнению других исследователей, на картине изображена Изабелла Медичи, дочь великого герцога Козимо I, и написан портрет во второй половине XVI века. Ныне картина входит в собрание Палатинской галереи, во Флоренции. В собрании музея Метрополитен в Нью-Йорке хранится серебряно-хрустальный бюст «Лаудомия Медичи» французской или итальянской школы начала XIX века. Автор бюста не известен.